# مزرعه میر
مزرعه میر یک منطقهٔ مسکونی در ایران است که در دهستان پیشکوه موگوئی واقع شده‌است. مزرعه میر ۱۱۶ نفر جمعیت دارد.